# Titularbistum Claneus
Das Bistum Claneus (italienisch diocesi di Claneo, lateinisch Dioecesis Claniensis) ist ein Titularbistum der römisch-katholischen Kirche.
Es geht zurück auf einen ehemaligen Bischofssitz in der antiken Stadt Klaneos (griechisch Κλάνεος Klaneos, vermutlich identisch mit dem heutigen Bayat) der römischen Provinz Asia bzw. Phrygia und in der Spätantike Phrygia Pacatiana in der heutigen westlichen Türkei. Er gehörte der Kirchenprovinz Amorion an.
| Titularbischöfe von Claneus |                        | |                  |                    |
| Nr.                         | Name                   | Amt | von              | bis                |
| 1                           | Franz Josef Esser OSFS | Apostolischer Vikar von Keetmanshoop Koadjutorbischof von Keimoes (Südwestafrika/Südafrikanische Union/Republik Südafrika) | 13. Januar 1949  | 12. September 1962 |
| 2                           | George Henry Speltz    | Weihbischof in Winona Koadjutorbischof von Saint Cloud (USA)                                                               | 12. Februar 1963 | 31. Januar 1968    |